# 22580 Кенкаплан
22580 Кенкаплан (22580 Kenkaplan) — астероїд головного поясу, відкритий 21 квітня 1998 року.
Тіссеранів параметр щодо Юпітера — 3,607.